# Jaroslaveljska oblast
Jaroslaveljska oblast (rusko Яросла́вская о́бласть) je oblast v Rusiji v Osrednjem federalnem okrožju. Na severu meji na Vologdsko oblast, na vzhodu na Kostromsko oblast, na jugovzhodu na Ivanovsko oblast, na jugu na Vladimirsko oblast, na jugozahodu na Moskovsko oblast in na zahodu na Tversko oblast. Ustanovljena je bila 11. marca 1936.